# Neolitsea australiensis
Neolitsea australiensis är en lagerväxtart som beskrevs av André Joseph Guillaume Henri Kostermans. Neolitsea australiensis ingår i släktet Neolitsea och familjen lagerväxter. Inga underarter finns listade i Catalogue of Life.